# Apocephalus latinsulosus
Apocephalus latinsulosus är en tvåvingeart som beskrevs av Brown 2000. Apocephalus latinsulosus ingår i släktet Apocephalus och familjen puckelflugor. Inga underarter finns listade i Catalogue of Life.